# Alan Ralsky
Alan Ralsky est un informaticien spécialisé dans le spam et se surnommant lui-même le Godfather of Spam (littéralement, « parrain du spam»).

## Biographie
Il est notoirement connu après une interview avec The Detroit News en décembre 2002. L'article fut publié sur Slashdot et peu après, l'adresse postale de sa nouvelle maison y fut également publiée. Des centaines d'utilisateurs du site ont ensuite écumé Internet à la recherche de site de vente postale et de catalogue, et l'ont inscrit à son insu. Résultat, il fut inondé de courrier publicitaire. Dans un article du Detroit Free Press daté du 6 décembre 2002, il accuse ces utilisateurs de harcèlement.
Il a été condamné par le département de la Justice des États-Unis (DoJ) à quatre années de prison le 23 novembre 2009 pour avoir émis massivement des spams. Il a aussi reçu une sentence d'emprisonnement en 1995 pour des fraudes informatiques.
Depuis plusieurs années, son nom était listé par le Spamhaus Project, projet informatique destiné à la lutte contre les spams.